# Konrad Bleuler-Hüni
Konrad Bleuler-Hüni (Riesbach, 20 februari 1847 - Zürich, 7 september 1921), was een Zwitsers politicus.
Konrad Bleuler-Hüni studeerde techniek aan de Eidgenössische Technische Hochschule (ETH) in de stad Zürich. Hij sloot zijn studie af als gediplomeerd ingenieur. 
Konrad Bleuler-Hüni was lid van de Liberale Partij (en na de fusie van de Liberale Partij met de Radicale Partij in 1894 van de Vrijzinnig Democratische Partij) en zat namens die partij in de gemeenteraad van Riesbach. Bleuler-Hüni was ook voorzitter van de Raad van Ouderling (Kirchenpflege) van de Gereformeerde Kerk Nemünster (Zürich). Van 1884 tot 1893 en van 1911 tot 1916 was hij lid van de Kantonsraad van het kanton Zürich. Van 1893 tot 1911 was hij lid van de Regeringsraad van het kanton Zürich. Hij beheerde achtereenvolgens de departementen van Volksgezondheid en Openbare Werken.
Tijdens zijn lidmaatschap van de Regeringsraad werd onder zijn verantwoording de gevangenis Regensdorf gebouwd.
Konrad Bleuler-Hüni was in 1895, 1902 en in 1909 voorzitter van de Regeringsraad van het kanton Zürich. 
Konrad Bleuler-Hüni overleed op 7 september 1921 op 74-jarige leeftijd in Zürich.